# Kut Humi

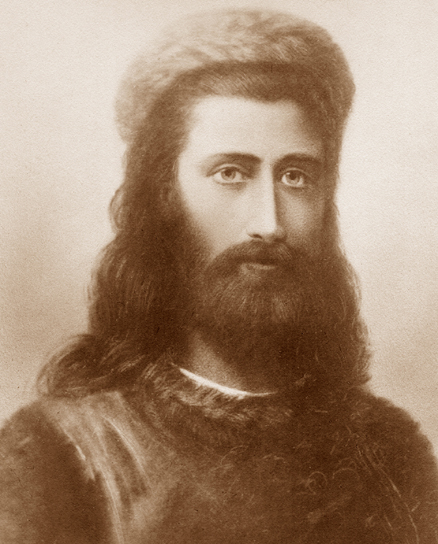
Ritratto del maestro Kut Humi di Hermann Schmiechen, 1884

Kut Humi (pronuncia [kuˈtuːmi]), negli insegnamenti della teosofia, è un Iniziato di alto grado ed uno dei Maestri di Saggezza (o di Sapienza, dall'inglese Master of Wisdom), anche chiamati collettivamente Grande Fratellanza Bianca, che avrebbe ispirato nel 1875 la fondazione della Società Teosofica. 
Il suo nome nella translitterazione inglese è scritto anche Koot Hoomi, e negli scritti è quasi sempre indicato con le sole iniziali K.H. 
Kut Humi è considerato un Maestro di Secondo Raggio.

## Tratti salienti
Secondo gli insegnamenti teosofici, Kut Humi è considerato essere un membro della Gerarchia Spirituale che sovrintende all'evoluzione dell'Umanità sul nostro pianeta.

Egli lavorerebbe in stretta collaborazione con il Cristo, si dedicherebbe prevalentemente a vivificare certe grandi filosofie, e si interesserebbe di molte istituzioni filantropiche. In base alle informazioni fornite da Alice A. Bailey nell'opera Iniziazione umana e solare, a Kut Humi sarebbe affidato in gran parte il compito di stimolare la manifestazione dell'amore latente nel cuore degli uomini e ridestare nella coscienza dell'umanità la percezione del fatto fondamentale della fratellanza, cioè dell'unità del genere umano.

Kut Humi si occuperebbe anche di tutti i movimenti legati all'istruzione e all'educazione nel mondo. Jiddu Krishnamurti (1895-1986) lo conferma nel secondo volume dell'opera giovanile intitolata Ai piedi del Maestro, che affronta il tema dell'insegnamento:
(J. Krishnamurti, Ai piedi del Maestro, volume II, pp. 30-31)
Di tutti i requisiti del buon insegnante, il più importante è l'amore, poiché se esso è sufficientemente sviluppato in un uomo, favorisce la conquista di tutti gli altri requisiti:
(J. Krishnamurti, Ai piedi del Maestro, volume II, p. 29)
Nel primo volume di Ai piedi del Maestro, pubblicato nel 1910, Krishnamurti affronta in sintesi il tema del nuovo discepolato, che sarà più ampiamente sviluppato nelle opere di Alice Bailey, e dei quattro principali requisiti che secondo Kut Humi sarebbero indispensabili per calcare il Sentiero: discernimento, assenza di desiderio, retta condotta e amore. Tale Sentiero consiste nel percorso di autoperfezionamento spirituale dell'uomo, incentrato sulla coltivazione di se stessi, di una linea di condotta basata sull'innocuità, sulla verità, sulla condivisione e il servizio:
(J. Krishnamurti, Ai piedi del Maestro, volume I, p. 64)
Vi sono poi tre fattori fondamentali che Kut Humi ricorda a ogni discepolo:
(J. Krishnamurti, Ai piedi del Maestro, volume I, p.65)
Secondo ciò che riferisce la Bailey in Iniziazione umana e solare, il Maestro Kut Humi avrebbe numerosi discepoli ovunque, impegnati in particolare modo nei settori dell'insegnamento e in certi settori delle religioni mondiali. Lo stesso Maestro di Saggezza Djwal Khul, noto anche come il Tibetano, sarebbe stato suo discepolo e avrebbe operato nel suo ashram prima di conseguire nel 1875 la quinta iniziazione e diventare a sua volta un Maestro membro della Gerarchia.

Nonostante il suo distacco dalla Società Teosofica, avvenuto il 3 agosto 1929, Krishnamurti nei suoi scritti giovanili esprime tutta la sua ammirazione per Kut Humi, con il quale entrerà nuovamente in contatto prima di morire:
(Jiddu Krishnamurti, Ai piedi del Maestro, volume II, p. 61)
H.P. Blavatsky affermò di aver lavorato assieme al Maestro K.H. e al Maestro Morya per presentare gli insegnamenti teosofici formulati nei suoi libri Iside Svelata e La Dottrina Segreta. Anche A.P. Sinnett, A.O. Hume ed altri, scrissero documenti che indicarono come dettati da Kut Humi. Alcuni di questi scritti furono la base per diversi libri di Sinnett, e costituiscono gran parte del libro Lettere dai Mahatma, una raccolta di lettere indirizzate allo stesso Sinnett dai Maestri K.H. e Morya.
Alice Bailey scrisse di aver incontrato Kut Humi. Il 30 giugno 1895, ella raccontò, gli apparve come un uomo col turbante, di etnia apparente non europea, ma vestito all'europea.
I Teosofi ritengono che Kut Humi fu precedentemente incarnato come Pitagora.